# Крафт Юрій Рудольфович
Юрій Рудольфович Крафт (нар. 23 березня 1964, Звенячин, Чернівецька область, УРСР) — український футбольний тренер. Є одним із провідних буковинських футбольних фахівців. Також є одним із кращих українських футбольних тренерів у дитячо-юнацькому футболі (в 2019 році був одним із претендентів на «Золотий м'яч ДЮФЛУ» серед тренерів). Нині директор та за сумісництвом тренер ДЮСШ «Буковина».

## Життєпис
Народився 23 березня 1964 року у селі Звенячин (Заставнівського району) Чернівецької області. У 1981 — 1987 роках навчався у Камянець-Подільському педагогічному університеті. Виступав за аматорські команди Чернівецької, Івано-Франківської та Тернопільської областей. 
У 2012 році під час курсів у Мюнхені отримав тренерський диплом УЄФА категорії: «С» та диплом ФФУ у Києві, після яких у майбутньому зміг отримати дипломи ліцензії «В» та «А». З 2013 року куратор тренерських курсів УЄФА під егідою Федерації футболу Чернівецької області. З 2016 року директор ДЮСШ з футболу при міськспортуправлінні.

### Кар'єра дитячо-юнацького тренера
Працює у ДЮСШ «Буковина» з 90-х років з перервами. Також керував (тренував) багатьма дитячо-юнацькими футбольними секціями. Впродовж цих років Юрій Рудольфович виховав не одне покоління відомих футболістів, серед яких: Денис Олійник, Руслан Платон, Олег Керчу, Степан Маковійчук, Василь Палагнюк та багато інших.
|  | Юрій Рудольфович – мій перший тренер, який багато чому мене навчив. Я йому дуже вдячний за це. Він надав мені усі можливості для того, щоби я міг розвиватися, а у майбутньому стати професійним футболістом. |

### Тренерська кар'єра
Тренував аматорські колективи «Меблевик» (Чернівці), «Колос» (Новоселиця), «Підгір'я» (Сторожинець), ФК «Лужани» та ФК «Волока». Раніше працював у тренерському штабі «Буковини» (помічником Юрія Шелепницького). Як тренер неоднократно вигравав першість Чернівецької області та володів обласним Кубком. 
Привів ФК «Лужани» до перемоги в аматорській першості України, також виводив ФК «Волоку» у фінал аматорського кубка України, проте після півфінальних матчів команду дискваліфікували у зв'язку із порушенням регламенту змагань. 
У липні 2017 року як виконувач обов'язків очолив головну команду буковинського краю. Яку наприкінці серпня того ж року залишив за власним бажанням, передавши управління іншому відомому буковинському фахівцю Віктору Мглинцю.

## Досягнення
Аматорський рівень
- Чемпіон України (1): 2008
- Півфіналіст Кубка України (1): 2015
- Бронзовий призер чемпіонату України (1): 2007
- Чемпіон Чернівецької області (6): 1995, 1996, 1997, 2008, 2015, 2016
- Володар Кубка Чернівецької області (3): 1996, 2009, 2016

ДЮФЛУ
Як тренер
- Бронзовий призер чемпіонату України U-15 (Вища ліга «І») (1): 2017/18

Як директор
- Срібний призер чемпіонату України U-15 (Перша ліга) (1): 2018/19
- Бронзовий призер чемпіонату України U-19 (Перша ліга) (1): 2017/18
- Бронзовий призер чемпіонату України U-17 (Вища ліга «ІІ») (1): 2020/21